# Байтук (река)
Байту́к — река в России, протекает по Челябинской области, Оренбургской области. Устье реки находится в 121 км по левому берегу реки Суундук. Длина Байтука составляет 20 км.
Название произошло от казахского мужского имени Байток.

## Данные водного реестра
По данным государственного водного реестра России, Байтук относится к Уральскому бассейновому округу. Водохозяйственный участок реки — Урал от Магнитогорского гидроузла до Ириклинского гидроузла. Речной бассейн Байтука — Урал (российская часть бассейна).
Код объекта в государственном водном реестре — 12010000312112200002523.